# 世界發展資訊日
世界發展資訊日（英語：World Development Information Day）於1972年由聯合國大會宣布成立，與10月24日的聯合國日同時進行。大會的目的是每年提請世界輿論注意發展問題和加強國際合作解決這些問題的必要性。
這一天也被認為是1970年通過《第二個聯合國發展十年國際發展戰略》的日子。
1972年5月17日，聯合國貿易和發展會議提出有關貿易和發展問題的資訊傳播和動員公眾輿論的措施。這些措施被稱為第3038（XXVII）號決議，聯合國大會於1972年12月19日通過。該決議呼籲引入世界發展資訊日，以幫助吸引全世界人民對發展問題的關注。該活動的另一個目的是向公眾解釋為什麼有必要加強國際合作以找到解決這些問題的方法。大會還決定該日應與聯合國日同時舉行，以強調發展在聯合國工作中的核心作用。世界發展資訊日於1973年10月24日首次舉行，此後每年都在這一天舉行。
近年來，許多活動對「發展資訊」的解釋略有不同。這些活動集中於現代資訊技術，如網際網路與無數位落差的移動電話，在提醒人們和尋找貿易和發展問題的解決方案方面可以發揮的作用。世界發展訊日的具體目標之一是為年輕人提供資訊和激勵，這一變化可能有助於推進這一目標。

## 外部連結
- Sangonet.org （页面存档备份，存于）
- Un.org （页面存档备份，存于）